# Sozialistischer Deutscher Studentenbund
Sozialistischer Deutscher Studentenbund (SDS) var en vesttysk politisk studentersammenslutning, der blev etableret i 1946 og opløst i 1970.
SDS var fra stiftelsen tæt knyttet til Vesttysklands socialdemokratiske parti SPD. Efter uenigheder om bl.a. Tysklands genoprustning og atombevæbning afbrød SPD i 1960 tilknytningen til studenterforbundet, og i 1961 blev alle medlemmer af SDS ekskluderet af SPD. Fra 1962 og frem til forbundets opløsning i 1970 var studenterforbundet partipolitisk uafhængigt, men så sig selv som tilhørende den internationale bevægelse Nye Venstre. Efter 1966 indgik studenterforbundet i den vesttyske udenomsparlamentariske opposition (APO), der opstod, da SPD og CDU/CSU indgik regering, hvilket eliminerede en slagkraftig opposition i Forbundsdagen. Organisationen havde væsentlig indflydelse i den tyske studenterbevægelse i 1960'erne, og særligt efter mordforsøget på studenterlederen Rudi Dutschke den 11. april 1968, hvor organisationen opdelte sig i forskellige venstreorienterede og indbyrdes stærkt uenige fraktioner. Enkelte medlemmer videreførte det politiske engagement i egentlige terrorgrupper, såsom Andreas Baader, Ulrike Meinhof og Jan-Carl Raspe, der alle blev tilknyttet terrorgruppen Rote Armee Fraktion.

## Stiftelse
Sozialistischer Deutscher Studentenbund opstod som en sammenlægning af de studentergrupper, der blev dannet på universiteterne efter 2. verdenskrig. Nogle af grupperingerne var tæt forbundet med det tyske socialdemokrati SPD og støttede SPDs distancering fra det tyske kommunistparti KPD, medens andre anså sig som hævet over partipolitik. SPD under ledelse af Erich Ollenhauer arrangerede kontakter med de forskellige grupperinger og inviterede dem alle til et møde i Hamborg i juli 1946. Mere end 90 delegerede fra 20 universiteter deltog i den stiftende kongres, der blev arrangeret fra den 3. til 6. september 1946. Kun gruppen ved Humboldt-Universitet i Berlin kom fra den sovjetiske besættelseszone.
Det var ved stiftelsen et kontroversielt spørgsmål, om det nye studenterforbund skulle være en socialdemokratisk organisation, eller om forbundet skulle være fri af partiinteresser. Ollenhauer sikrede et kompromis ved at opnå den nye organisations tilslutning til demokratisk socialisme, men uden at kræve medlemskab af SPD og at acceptere organisatorisk uafhængighed. Med vedtagelsen af vedtægter, der gav de lokale afdelinger vidtstrakt autonomi, blev SDS stiftet som en organisation, der formelt var uafhængig af SPD. Principprogrammet, der efterfølgende blev enstemmigt godkendt, krævede muliggørelse af "den frie udvikling af personligheden gennem social retfærdighed", hvilket alene kunne realiseres gennem "overbeviste socialisters handlinger", uanset om de handler "ud fra religiøse, etiske eller økonomiske motiver". Principprogrammet stemte delvist ordret overens med kravene fra SPD-formanden Kurt Schumacher, der på kongressens anden dag opfordrede de delegerede og medlemmerne til at arbejde for SPDs idéer og senere at melde sig ind i partiet. Ifølge et referat skrevet af kristensocialisten Emil Fuchs blev der oprettet en faggruppe til at opnå en forståelse mellem kristendom og socialisme. Etisk socialisme var repræsenteret ved bl.a. den første SDS-formand Heinz-Joachim Heydorn.

## Udvikling indtil 1950
Den 5. januar 1947 tilbød SPD politisk og økonomisk støtte til SDS mod at forbundets vedtægter blev ændret, således at kun medlemmer af SPD eller partiløse kunne optages i SDS. De fleste lokalafdelinger afviste dog at ændre vedtægter, men på den anden delegatkonference i august 1947 besluttede et flertal imidlertid, at "et medlemskab og en bekendelse til fordel for KPD/SED ikke er forenelig med demokratisk og liberal socialisme". Da SDS' landsråd havde eneret til at ekskludere medlemmer, var lokalafdelingerne enige om ikke selv generelt at ekskludere kommunister. I Münster blev dog ekskluderet alle kommunister.
Politisk ønskede SDS, at universiteterne skal være åbne for alle uanset deres sociale situation samt præferenceoptagelse af socialt dårligt stillede ansøgere. Et forslag om, at udelukke tidligere værnemagtsofficerer med mindre de havde vist modstand mod nationalsocialismen og/eller deltaget i genopbygning af et demokrati, blev kun snævert nedstemt efter indgriben fra formanden Helmut Schmidt. I 1948 krævede et SDS-udvalg reformer af de videregående uddannelser, således at disse blev gratis og med studieløn for alle studerende. Efter valget af den nye formand John van Nes Ziegler i juli 1948 flyttede den føderale bestyrelse sit sæde til Köln, og året efter blev det vedtaget kun at vælge én formand for forbundet i stedet for to. I efteråret 1950 indtrådte SDS i Den Socialistiske bevægelse for De Forenede Stater i Europa (Mouvement Socialiste pour les États-Unis d'Europe, MSEUE), der var stiftet i 1947, men SDS forlod allerede i 1952 bevægelsen.

## 1950'erne - Modstand mod genoprustning og atomvåben og forhold til genforening
Efter anden verdenskrigs afslutning og ved indledningen til Den kolde krig var spørgsmålet om Vesttysklands genoprustning et kontroversielt emne.
SPD støttede en genoprustning af Vesttyskland. Trods pres fra SPD afviste SDS på flere kongresser at støtte den vesttyske genoprustning. SDS var som SPD imod, at Vesttyskland tilsluttede sig et vestligt forsvarssamarbejde, bl.a. Vesttysklands tilslutning til Det europæiske forsvarsfællesskab i 1952 og vesttysk militært samarbejde med andre vestlige nationer. Spørgsmålet om genoprustning førte til splittelse i SDS i begyndelsen af 1950'erne, men efter Folkeopstanden i DDR i juni 1953 og SPD's nederlag ved forbundsdagsvalget senere på året mistede de anti-militaristiske fraktioner i SDS midlertidigt indflydelse. På en forsvarskonference i september/oktober 1953 fremlagde Lohmar sin holdning: Individuel frihed var blevet realiseret i Forbundsrepublikken, hvilket gav grundlaget for en enestående social lighed, og denne lighed måtte beskyttes militært mod den sovjetiske trussel. For ikke at hindre tysk genforening var en militært neutral zone i Europa bedre end vestlig integration. Da et flertal af vælgerne accepterede dette, var etablering af et vesttysk Bundeswehr nødvendig. Efter flere afstemninger vedtog SDS med snævert flertal en resolution baseret på Lohmars oplæg. SDS var dog fortsat splittet i spørgsmålet.
Da et flertal i Forbundsdagen vedtog oprettelsen af Bundeswehr og tilslutning til NATO, besluttede SDS enstemmigt i december 1954 at bekæmpe genoprustning med lovlige udenomsparlamentariske midler og krævede bl.a. ret til at nægte værnepligt af politiske grunde. I 1955 erklærede SDS kampen mod genoprustning som en "forudsætning for al socialistisk politik" og opfordrede for første gang til politiske strejker som følge af genoprustningen, som SDS betegnede som en "svækkelse af den demokratiske grundorden". SDS indledte herefter en radikal modstand mod enhver form for opbygning af en tysk hær. Lohmar så dette som et brud med den hidtidige accept af, at SPD havde udenrigspolitisk forrang, hvorfor han trådte tilbage og blev afløst af Otto Fichtner.
Sideløbende med debatten om genoprustning drøftede SDS tysk genforening. SDS' delegeretkonference vedtog i 1954 at pålægge forbundsregeringen af presse de fire sejrsherrer til at indlede forhandlinger om genforening. Efter pres fra Lohmar blev et forslag på konferencen om ikke længere at udelukke direkte samtaler med DDR ændret til at tillade samtaler om underordnede spørgsmål. Et snævert flertal på konferencen afviste alle kontakter mellem vest- og østtyske universiteter. Da DDR's ungdomsforbund FDJ forsøgte at opnå kontakt til SDS, opfordrede Lohmar til, at DDR løslod fængslede studerende og tillod fri videnskab og modstand mod oprustning i DDR, som han fortsatte med at kalde "SBZ" (den Sovjetiske besættelseszone). Da nogle SDS-grupper besluttede at kontakte DDR-universiteter, afholdt Lohmar den første ekstraordinære SDS-føderale kongres (april 1955). Han antog, at delingen af Tyskland ville blive gennemført ved Paris-traktaterne, men han holdt fast ved målet om en alliancefri landsdækkende stat, og holdt fast i, at opnåelsen heraf krævede forhandling med Sovjetunionen og ikke med DDR's myndigheder. Kun apolitiske, personlige og videnskabelige kontakter med DDR-borgere burde fremmes. Dette mødte en betydelig modstand i SDS, hvorfor den endeligt vedtagne retningslinje alene udelukkede diskussioner med "stalinistiske organisationer".
Der var dog fortsat i SDS betydelig modstand mod organisationens restriktive politik om østkontakter. Lokalafdelingen i Frankfurt krævede adgang til kontakter til alle i DDR og trods modstand fra Lohmar blev på den efterfølgende delegeretkonference i 1955 vedtaget en ny retningslinje, der stort set svarede til Frankfurt-afdelingens krav. Et forslag om at afholde næste konference i Leipzig i DDR blev dog nedstemt.

## Kamp mod atomvåben
Vesttyskland blev optaget i NATO den 9. maj 1955 og allerede den 14. maj 1955 svarede østblokken igen med etableringen af Warszawapagten, hvorved fronterne i Den Kolde Krig blev trukket yderligere op. I 1956 blev det kendt, at forbundsregeringen ønskede at udstyre Bundeswehr med atomvåben. Planerne om at lade atomvåben indgå som en del af Vesttysklands militær blev mødt med omfattende protester i Vesttyskland og i SDS. SDS støttede de oprettede organisationer “Antimilitaristische Aktion” og “Kampf dem Atomtod”, og da Forbundsdagen i marts 1958 besluttede at udstyre Bundeswehr med atomvåben, betegnede SDS beslutningen som “Tysklands undergang” og fremhævede, at beslutningen måtte bekæmpes med civil ulydighed. SDS arrangerede store anti-atomvåben demonstrationer, hvor bl.a. deltog SDS og SPD-politikeren Helmut Schmidt.
Efter SPD’s valgnederlag ved delstatsvalget i Nordrhein-Westfalen i 1958 undlod SPD at gøre atomspørgsmålet til et politisk tema og indstillede støtten til SDS’ modstanderkampagner. SDS fastholdt imidlertid sin modstand mod vesttyske atomvåben og forsøgte at påvirke SPD til at fastholde sin oprindelige modstand. På kongressen i 1958 vedtoges en resolution, der opfordrede til snarlige forhandlinger med DDR’s regering om en fredsaftale og mulige former for en "midlertidig konføderation". SPD-repræsentanterne Helmut Schmidt og Kurt Mattick forlod derefter kongressen i protest. Uenighederne første til en voksende splittelse mellem SDS og SPD.
SDS meldte sig til deltagelse i den 7. udgave af Verdensungdomsfestivalen, der blev afholdt i Wien i marts 1959 arrangeret af World Federation of Democratic Youth, der havde tætte forbindelser til østblokken og Sovjetunionen. Efter trusler fra SPD om at afbryde forbindelsen til SDS, aflyste SDS deltagelsen. På SDS-kongressen i maj 1959 inviterede formanden Hüller udelukkende SPD-politikere fra SPD’s venstrefløj og venstreorienterede. SPD’s hovedbestyrelse frygtede kommunistisk indflydelse i SDS og afviste af støtte kongressen økonomisk. Kongressen vedtog bl.a. med støtte fra fraktionen omkring tidsskriftet Konkret og tidsskriftets chefredaktør Ulrike Meinhof en resolution, der udpegede Bundeswehr som en voksende trussel mod det tyske demokrati og NATO som en trussel mod verdensfreden og forlangte en øjeblikkelig afslutning af våbenkapløbet.

## Brud med SPD og udelukkelse
Vedtagelsen af Frankfurt-resolutionen førte til et krisemøde mellem ledelserne i SPD og SDS den 3. juni 1959, hvor SPD forlangte, at Hüller blev afsat, og at en ny ledelse af SDS distancerede sig fra de dele af resolutionen, der var i modstrid med SPD's politik, og at den ny ledelse også implementerede denne politik internt i SDS. Såfremt dette ikke skete, ville SPD bryde med SDS. SPD's Willy Brandt gav dog udtryk for at kompromiset mellem SPD og SDS-bestyrelsen var et "meningsløst eksperiment". Moderate SDS-grupper i Vestberlin, Bonn, Braunschweig, Düsseldorf, Hannover, Kiel, München og Wilhelmshaven lagde pres på SPD-ledelsen for at få dem til at bryde med hele SDS-bestyrelsen og opfordrede til indkaldelse af en kongres for at vælge en ny bestyrelse og flere ønskede eksklusion af alle grupper fra SDS, der ikke eksplicit distancerede sig fra Frankfurt-resolutionen. SPD støttede de SDS-grupper, der ønskede at opløse organisationen, såfremt der ikke blev valgt en ny bestyrelse. I Heidelberg, Saarbrücken, Köln og andre universitetsbyer dannedes i løbet af året separate socialdemokratiske universitetsgrupper, der stort set vedtog de oprindelige SDS-vedtægter.
På delegeretkonferencen, der blev forberedt af SPD, forklarede Hüller, at SDS skulle spille en progressiv rolle i den socialistiske bevægelse uden "daglige politiske overvejelser" og kritiserede SDS's højrefløjs modstand mod de seneste års politisering og ønske om at begrænse SDS til universitetspolitik og krav om de studerendes medbestemmelse og autonomi, som Hüller anså som en "irrationel borgerlig antikommunisme". SPD's repræsentant på konferencen, Waldemar von Knoeringen, præsenterede derefter konferencen for seks betingelser for yderligere støtte fra SPD, herunder afvisning af Frankfurt-resolutionen og alle forbindelser med DDR’s kommunistparti SED samt fordømmelse af konkret-fraktionen. Intet bestyrelsesmedlem var uenig. Hüller blev ekskluderet efter en hård debat, men ikke resten af bestyrelsen. En splittelse SDS blev undgået, men der blev ikke opnået en varig afklaring af de interne stridigheder.
Den 29. januar 1960 besluttede SPD-bestyrelsen at indstille støtte til SDS-tidsskriftet Standpunkt og at yde støtte til de SPS-universitetsgrupper, der stod bag SPD's partiprogram, Godesberg-program. Deri lå implicit, at SPD ville bryde samarbejdet med de grupperinger, der permanent afviste Godesberg-programmet, der indeholdt SPD’s afstandtagen fra marxistiske begreber som klassekamp og planøkonomi. Som begrundelse argumenterede Knoeringen internt, at SDS-bestyrelsen ikke havde reageret konsekvent mod Hüller-gruppen og generelt fremsatte negativ kritik af SPD’s nye partiprogram. Som følge af den indstillede støtte udkom blot to udgaver af Standpunkt i 1959. Kort efter Godesberg-kongressen offentliggjorde Standpunkt kritik af Godesberg-programmet, hvori det blev hævdet, at partiprogrammet på alle større politikområder udgjorde en accept af det eksisterende kapitalistiske system. Selvom artiklen tidligere var blevet trykt i SPD-organet Vorwärtz, så SPD-ledelsen artiklen som en provokation.
Moderate SDS-grupper og de uafhængige socialdemokratiske universitetsgrupper forsøgte fra efteråret 1959 at etablere en fælles paraplyorganisation. Den 6. maj 1960 forlod den lokale SDS-gruppe i Bonn det føderale SDS og i løbet af få dage fulgte grupper i Wilhelmshaven, Niedersachsen og dele af gruppen i Vestberlin. Den 9. maj 1960 grundlagde 50 delegerede fra 12 universitetsgrupper i Bonn den nye studenterorganisation SHB, hvorved opsplitningen af SDS blev en realitet. De stigende spændinger mellem SDS og SPD over SDS' generelle politiske engagement mod genoprustning, atomvåben, og frem for alt Godesberg-programmet, intensiverede fløjkampe og intriger i SDS.
I 1961 vedtog SPD-ledelsen til sidst en beslutning om, at SDS's standpunkter var uforenelige med SPD's politik, hvorfor SDS-medlemmer og sympatisører blev ekskluderet fra SPD.

## Konsolidering af uafhængigheden (1962-1964)
Udelukkelsen fra SPD øgede SDS' tiltrækningskraft for samfundskritiske studerende. Allerede i 1961 beskrev SDS' formand Michael Schumann SDS som værende en del af den nye internationale bevægelse Det Ny Venstre, der i England var repræsenteret ved "New Left" og i Frankrig "Nouvelle Gauche", en bevægelse som i Danmark havde tilslutning fra Socialistisk Folkeparti. På kongressen i oktober 1961 erklærede forbundsledelsen, at SDS virkede for et samfund, hvor "mennesker er befriet for dispositioner og planlægning fra private sektor og bureaukratiet". SDS er af politologen Wolfgang Abendroth blevet betegnet som den "eneste fungerende socialistiske organisation i Forbundsrepublikken frem til 1966". SDS' tilslutning til Det Nye Venstre svarede stort set til den linje, som SDS havde ført siden slutningen af 1950'erne, og førte til internationale kontakter med tilsvarende politiske partier og bevægelser i Vesteuropa, herunder Parti socialiste unifié (PSU) i Frankrig, Partito Socialista Italiano di Unità Proletaria (PSIUP) i Italien og Socialistisk Folkeparti i Danmark, hvorved SDS undgik politisk isolering efter bruddet med SPD.
I 1962 grundlagde SDS-støtteforeningen en ny organisation, Sozialistischer Bund, der skulle fremme og forene Det Nye Venstre i Forbundsrepublikken og danne grundlag for et egentligt venstreparti. Samarbejdet med SDS blev dog præget af intern splid, bl.a. om retten til brug af "Det Nye Venstre", ligesom SDS satte spørgsmålstegn ved de ældre venstreorienterede socialisters selvbillede og kritiserede organisationens traditionelle tilgang til socialismen. Dette blev senere set som det første skridt hen imod SDS' senere stærkt antiautoritære indstilling.
Fra 1961 til 1966 førte SDS intense debatter om teori og strategi, hvor de hovedsageligt kritiserede de traditionelle arbejderorganisationer og drøftede de intellektuelles rolle i socialismens realisering samt frustrationen over arbejdernes politiske apati. I 1964/65 bestod SDS af 21 universitetsgrupper, men hvervede kun få nye medlemmer. Uden midler fra SDP var den centrale organisations budget beskedent, og de lokale afdelinger fik større autonomi.

## Antiautoritær kurs og ledende rolle i APO (1965–1968)
I begyndelsen af 1965 optog SDS en række medlemmer af grupperingerne Situationistisk Internationale og den marxistiske Subversive Aktion, herunder bl.a. Rudi Dutschke. Dutschke blev kort efter den 28. februar 1965 valgt til ledelsen af SDS’ Berlin-afdeling. Subversive Aktion havde tidligere gennemført en række happenings og aktioner baseret på den Frankenfurterskolens radikale kulturkritik og bibragte stærke anti-autoritære strømninger til SDS. Gruppen førte i tidsskriftet Anschlag debatter om antiimperialisme og solidaritet med den tredje verden, og advarede mod “burokraterne” i SPD, i kommunistpartiet KPD og i fagbevægelsen. I 1967 var der i SDS’ hovedbestyrelse et flertal for indførelse af rådskommunisme som forsøgt praktiseret under Weimarrepublikken.
SDS’ Berlin-afdeling udviklede i perioden principper om bevidst regelovertrædelse i forbindelse med de mange demonstrationer, herunder demonstrationer med USA’s engagement i Vietnam. Dutschke så sådanne ulovlige handlinger som nødvendig støtte til Viet Cong, hvorimod SDS’ føderale ledelse afviste aktionsformen som en krænkelse af den interne demokratiske beslutningsproces og en mulig trussel mod SDS’ eksistens. Konflikten mellem den føderale ledelse og Dutschkes Berlin-afdeling blev intensiveret i maj 1966 i forbindelse med afholdelsen af SDS’ kongres i Frankfurt, hvor Vietnamkrigen skulle debatteres. Den føderale ledelse havde lagt op til analyse og diskussion af den amerikanske krigsindsats i Vietnam og Forbundsrepublikkens støtte hertil. Denne tilgang blev imidlertid afvist af et anti-autoritært SDS-flertal i sommeren 1966 som værende for "traditionelt" og Dutschkes Berlin-afdeling vedtog ved en stor demonstration mod Vietnamkrigen i december 1966 at benytte taktik inspireret af den hollandske provobevægelse.
Fra 1965 blev SDS en væsentlig del af den "udenomsparlamentariske opposition” (APO) I 1967 oplyste SDS, at organisationen havde mellem 1.600 og 1.800 medlemmer, heraf omkring 300 i Berlin, 200 i Frankfurt og 200 i Marburg. SDS organiserede blandt andet en demonstration den 2. juni 1967 i Vestberlin mod Irans shah Pahlavi, der udviklede sig voldeligt og en politimand og en student blev dræbt. Dette udløste efterfølgende landsdækkende studenterprotester. På sit højeste i 1968 havde SDS omkring 2.500 medlemmer, men organisation blev i stigende grad revet fra hinanden af interne kampe mellem primært marxistiske traditionalister og den antiautoritære fraktion, der stod stærkt i Berlin og Frankfurt. Flere medlemmer dannede nye grupper og organisationer, herunder Assoziation Marxistischer Studenten og K-Gruppe.

## Opløsning og ophør (1969-1970)
Den 21. marts 1970 blev SDS føderale sammenslutning endelig opløst ved en beslutning på et "mere eller mindre tilfældigt indkaldt møde i Frankfurt studenterhus". Få lokale SDS-grupper fortsatte sporadisk, for eksempel i Heidelberg, indtil gruppen blev forbudt den 24. juni 1970 eller i Köln, hvor der i sommersemesteret i 1971 var en SDS-liste til valget studenterrådet.
I 2007 dannede blev det tyske Partei des Demokratischen Sozialismus (Die Linke.PDS) (partiet, der efterfulgte DDR's SED) fusioneret med WASG under navnet Die Linke. Det fusionerede partis studenterorganisation tog navnet Die Linke.SDS som en bevidst tilknytning til 68'er-bevægelsen og navnet SDS, men har ellers ingen tilknytning til det oprindelige SDS.

## Landsformænd
| Navn                                                                    | Periode   |
| ----------------------------------------------------------------------- | --------- |
| Heinz-Joachim Heydorn (britiske besættelseszone) Alfred Hooge (US-Zone) | 1946–1947 |
| Helmut Schmidt Karl Wittrock                                            | 1947–1948 |
| John van Nes Ziegler Rolf Recknagel                                     | 1948–1949 |
| John van Nes Ziegler                                                    | 1949–1951 |
| Günther Bantzer                                                         | 1951–1952 |
| Ulrich Lohmar                                                           | 1952–1955 |
| Otto Fichtner                                                           | 1955–1956 |
| Johannes Reinhold                                                       | 1956–1957 |
| Wolfgang Büsch                                                          | 1957–1958 |
| Oswald Hüller                                                           | 1958–1959 |
| Günter Kallauch                                                         | 1959–1960 |
| Michael Schumann                                                        | 1960–1961 |
| Eberhard Dähne                                                          | 1961–1962 |
| Dieter Sterzel                                                          | 1962–1963 |
| Manfred Liebel                                                          | 1963–1964 |
| Helmut Schauer                                                          | 1964–1966 |
| Reimut Reiche                                                           | 1966–1967 |
| Karl Dietrich Wolff                                                     | 1967–1968 |
| kollektiv ledelse                                                       | 1968–1970 |